# Karel Eriksson
Karel Eriksson (* 1988 in Estland) ist ein schwedischer Jazzmusiker (Posaune, auch Bassposaune, Komposition).

## Leben und Wirken
Eriksson ist in Esthammar nahe Stockholm aufgewachsen; er begann dort im Alter von neun Jahren Posaune zu spielen. Von 2004 bis 2007 absolvierte er den musischen Zweig am Södra Latins Gymnasium in Stockholm. Zwischen 2007 und 2009 studierte er Posaune und Komposition am Prager Jazz-Konservatorium bei Svatopluk Kosvanec und Afrodita Katmeridu. 2009 wechselte er an die Universität für Musik und darstellende Kunst Graz bei Ed Neumeister, wo er 2014 abschloss.
Bereits während des Studiums hatte Eriksson Fernsehauftritte mit Mike Abene (2011) und mit John Fedchock zusammen mit dem HGM Jazz Orchestra Zagreb (2012) 
Außerdem gehörte er zum Rob Spelberg Jazz Orchestra, zum Graz Composers Orchestra und zum Piotr Pawlak Jazztet.
2017 gründete Eriksson sein Quintett Sound Pollution Eclectic, dessen Debüt Free to Choose 2018 erschien. 2022 hat Alessa Records dessen zweites Album Same View Different Meaning mit Gerhard Ornig (Trompete), Thilo Seevers (Keyboards), Emiliano Sampaio (Gitarre) und Luis Oliveira (Schlagzeug) veröffentlicht, das er auch bei 5 Millionen Pesos im Funkhaus Wien vorstellte. Er ist auch auf Aufnahmen vom Mega Mereneu Project, The KUG Jazz Orchestra und der Jakob Helling Concert Big Band zu hören.

## Preise und Auszeichnungen
Erikson gewann den The Best Solo-Preis beim Litvinov International JazzFest 2009. Im selben Jahr wurde er „Bester Solist“ beim Wettbewerb Jazz Juniors in Prag. 2012 wurde er mit dem Outstanding Soloist Award beim fünften europäischen Jazzwettbewerb in Rom ausgezeichnet.